# Plummer (Minnesota)
Plummer város a minnesotai Red Lake megyében, az Egyesült Államokban. A 2020-as népszámláláson 276 fő volt a népesség.

## Történelem
A Plummer elnevezésű postát 1903-ban nyitották meg a területen. A várost Charles A. Plummer után nevezték el, aki két malmot épített fel a közösség eredeti területén.

## Népesség
| 2010 | 292 |
| 2020 | 276 |

## Elnökválasztási eredmények
| Év   | Republikánus | Republikánus | Demokrata | Demokrata | Harmadik párt | Harmadik párt |
| Év   | %            | Választók    | %         | Választók | %             | Választók     |
| ---- | ------------ | ------------ | --------- | --------- | ------------- | ------------- |
| 2020 | 68.2%        | 88           | 31.0%     | 40        | 0.8%          | 1             |
| 2016 | 65.3%        | 66           | 25.7%     | 26        | 9.0%          | 9             |
| 2012 | 45.7%        | 53           | 48.3%     | 56        | 6.0%          | 7             |
| 2008 | 39.6%        | 53           | 56.0%     | 75        | 4.4%          | 6             |
| 2004 | 46.8%        | 74           | 47.5%     | 75        | 5.7%          | 9             |
| 2000 | 48.6%        | 69           | 42.3%     | 60        | 9.1%          | 13            |
| 1996 | 41.7%        | 53           | 47.2      | 60        | 11.1%         | 14            |
| 1992 | 27.1%        | 42           | 47.7%     | 74        | 25.2%         | 39            |
| 1988 | 46.9%        | 69           | 49.0%     | 72        | 4.1%          | 6             |
| 1984 | 45.3%        | 78           | 52.3%     | 90        | 2.3%          | 4             |
| 1980 | 35.0%        | 70           | 58.0%     | 116       | 7.0%          | 14            |
| 1976 | 29.0%        | 51           | 62.5%     | 110       | 8.5%          | 15            |
| 1968 | 45.5%        | 61           | 48.5%     | 65        | 6.0%          | 8             |
| 1964 | 24.5%        | 35           | 73.4%     | 105       | 2.1%          | 3             |
| 1960 | 36.7%        | 54           | 60.5%     | 89        | 2.8%          | 4             |

## Híres emberek
- Lorie Skjerven Gildea, Minnesota Legfelsőbb Bíróságának főbírája